# جوسيبي سانتاغوستينو
جوسيبي سانتاغوستينو (Giuseppe Santagostino)، (ميلانو، 18 مارس 1901)، لاعب كرة قدم إيطالي سابق.
لعب مع إيه سي ميلان إحدى عشر موسما سجل خلالها 106 هدف.